# نورواک (کنتیکت)
نورواک، کنتیکت (به انگلیسی: Norwalk, Connecticut) یک شهر در ایالات متحده آمریکا است که در شهرستان فیرفیلد واقع شده‌است.

## خصوصیات
نورواک ۹۴٫۰ کیلومترمربع مساحت و ۸۷٬۷۷۶ نفر جمعیت دارد و ۱۱ متر بالاتر از سطح دریا واقع شده‌است.